# Ija Kiwa
Ija Kiwa (ukr. Ія Янівна Ківа; ur. 4 maja 1984 w Doniecku) – ukraińska poetka, tłumaczka, dziennikarka, członkini ukraińskiego PEN-klubu.

## Życiorys

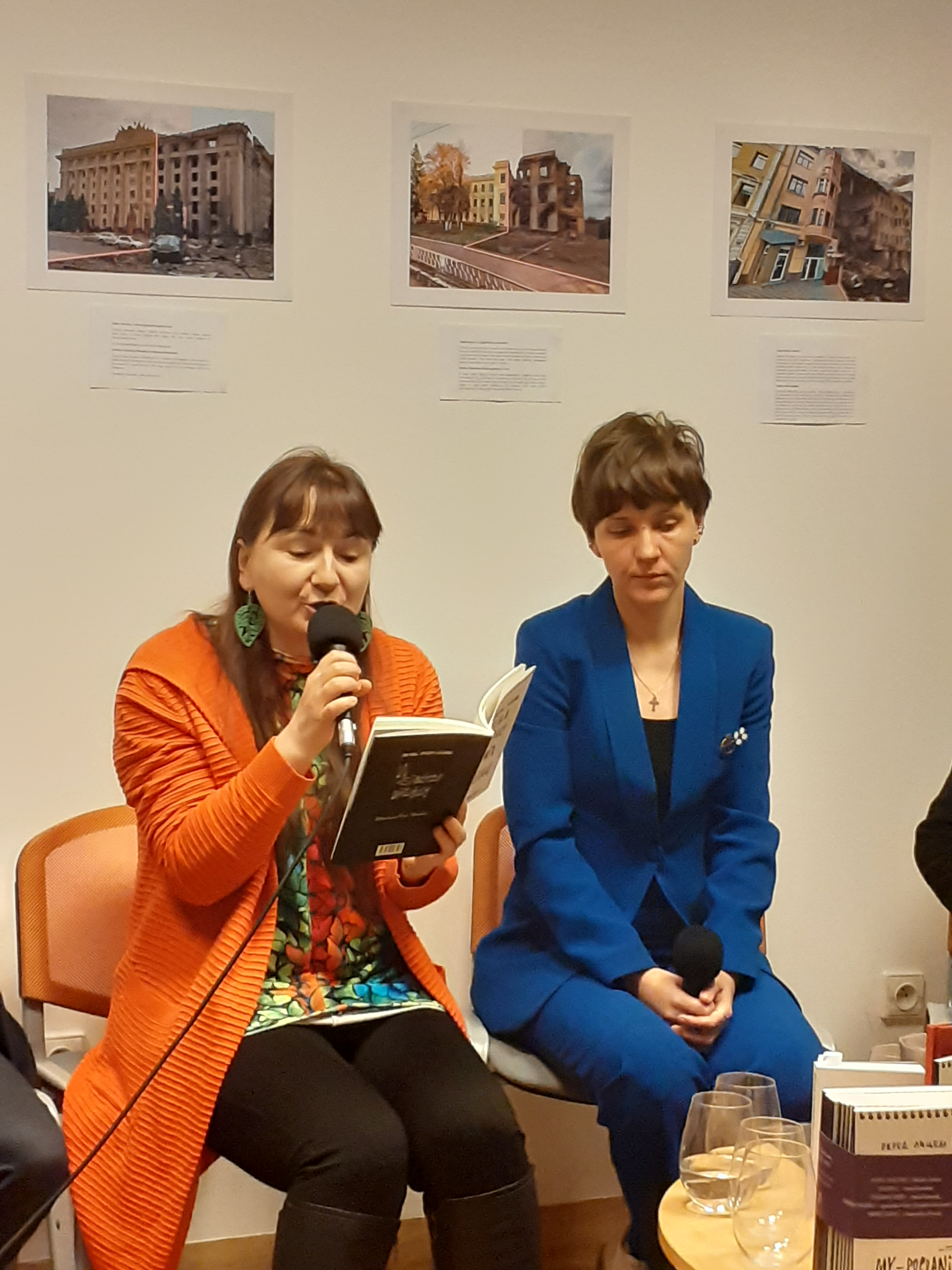
Aneta Kamińska i Ija Kiwa w trakcie spotkania w Ukraińskim Domu w Warszawie (2023).

Urodziła się w Doniecku, od 2014 roku – z powodu działań wojennych na Donbasie – mieszka w Kijowie. Absolwentka filologii Donieckiego Uniwersytetu Narodowego. Wiersze pisze po rosyjsku i ukraińsku. Autorka tomików poetyckich Podalsze ot raja (2018) i Persza storynka zymy (2019) oraz książki wywiadów z pisarzami białoruskimi My prokynemos’ inszymy: rozmowy z suczasnymy biłorus’kymi pys’mennykamy pro mynułe, teperisznie i majbutnie Biłorusi (2021).
Przetłumaczyła na język ukraiński powieść Marii Galiny Autochtoni. Przekłada na język rosyjski wiersze współczesnych poetów ukraińskich oraz na język ukraiński i rosyjski poetów białoruskich i polskich. Jako tłumaczka i redaktorka współpracuje z projektem PJ Library na Ukrainie, popularyzującym żydowskie książki dla dzieci.
Jej wiersze zostały przetłumaczone na ponad 30 języków, w Polsce – były zamieszczane w „Gazecie Wyborczej”, „Dwutygodniku”, "Opiniach", „Babińcu Literackim”, „Śląskiej Strefie Gender”, „Wizjach”, „ArtPapierze”, „Helikopterze”, „Rozstajach” oraz w antologii Ukraińska Nadzieja.
W 2018 roku książka Podalsze ot raja znalazła się na liście najlepszych książek 2018 roku według ukraińskiego PEN-klubu. W 2019 roku Ija Kiwa wygrała II Turniej poetycki im. Nestora Kronikarza. Również w 2019 roku Persza storinka zymy otrzymała specjalną nagrodę jury w prestiżowej nagrodzie literackiej „LitAkcent” (2019) i znalazła się na liście najlepszych książek 2019 roku według ukraińskiego PEN-klubu.
Uczestniczka wydarzeń poetyckich, festiwali literackich w Ukrainie, Białorusi, Polsce, Belgii, Finlandii, Stanach Zjednaczonych, Niemczech, Estonii, Łotwie, Grecji, Włoszech, Gruzji, Austrii, Szwajcarii, Bułgarii oraz Chorwacji.
Laureatka wielu festiwali i konkursów literackich, m.in. wydawnictwa „Smołoskyp” (2018), „Hajworonnia”, konkursu translatorskiego „Metaphora” (2020), Nagrody im. Jurija Kapłana (2013) etc.
Wiersze i przekłady Iji Kiwy były publikowane w pismach i antologiach „Wozduch”, „Wołga”, „Interpoezja”, „F-pismo”, „Cyrk “Olimp”+TV”, „TextOnly”, „Flagi”, „Litеrratura”, „Asymptote”, „Poem”, „Artikulacja”, na stronach internetowych Soloneba, Litcentr, Połutona etc.
Na język polski wiersze Ii Kiwy tłumaczyli: Aneta Kamińska, Tomasz Pierzchała, Agnieszka Sowińska, Karolina Olszewska i Jakub Sajkowski.
Stypendystka Programu Stypendialnego Ministra Kultury Polski „Gaude Polonia” (2021).
W grudniu 2022 roku w Sejnach w wydawnictwie „Pogranicze" (seria "W obliczu wojny")  ukazała się dwujęzyczna książka wierszy Ii Kiwy 
Сzarne róże czasu (na polski przełożyła Aneta Kamińska).

## Tłumaczenia poezji polskiej

### Po ukraińsku
- Katarzyna Ślączka // Online-pismo poezji tłumaczonej „Umbrella”, nr 119[9]
- Paulina Pidzik // Art Digest Soloneba, 21.06.2021[10]
- Krystyna Miłobędzka // Art Digest Soloneba, 14.07.2021[11]
- Justyna Kulikowska // Art Digest Soloneba, 22.07.2021[12]
- Ewa Lipska // Kyiv Daily, 24.07.2021[13]
- Ilona Witkowska // Art Digest Soloneba, 20.08.2021[14]
- Ewa Lipska // Nowa Polszcza, 27.10.2021[15]

### Po rosyjsku
- Tadeusz Różewicz // Online-pismo „Dwoetoczie”, nr 29[16]
- Katarzyna Ślączka // Online-pismo „Dwoetoczie”, nr 33[17]
- Katarzyna Ślączka // Online-pismo „Dwoetoczie”, nr 34[18]
- Kamila Janiak // Online-pismo „Dwoetoczie”, nr 34[19]

## Video & audio
- Ija Kiwa / czy jest w naszym kranie gorąca wojna // Poetki na czasy wojny #10
- Ія Янівна Ківа / Ija Kiwa / co byśmy powiedzieli o tej kobiecie // Poetki na czasy wojny #19
- „Poczta poetycka”: wiersze Ii Kiwy, w tłumaczeniu Anety Kamińskiej // Polskie radio Koszalin, 21/06/2023